# Beschermd landschap

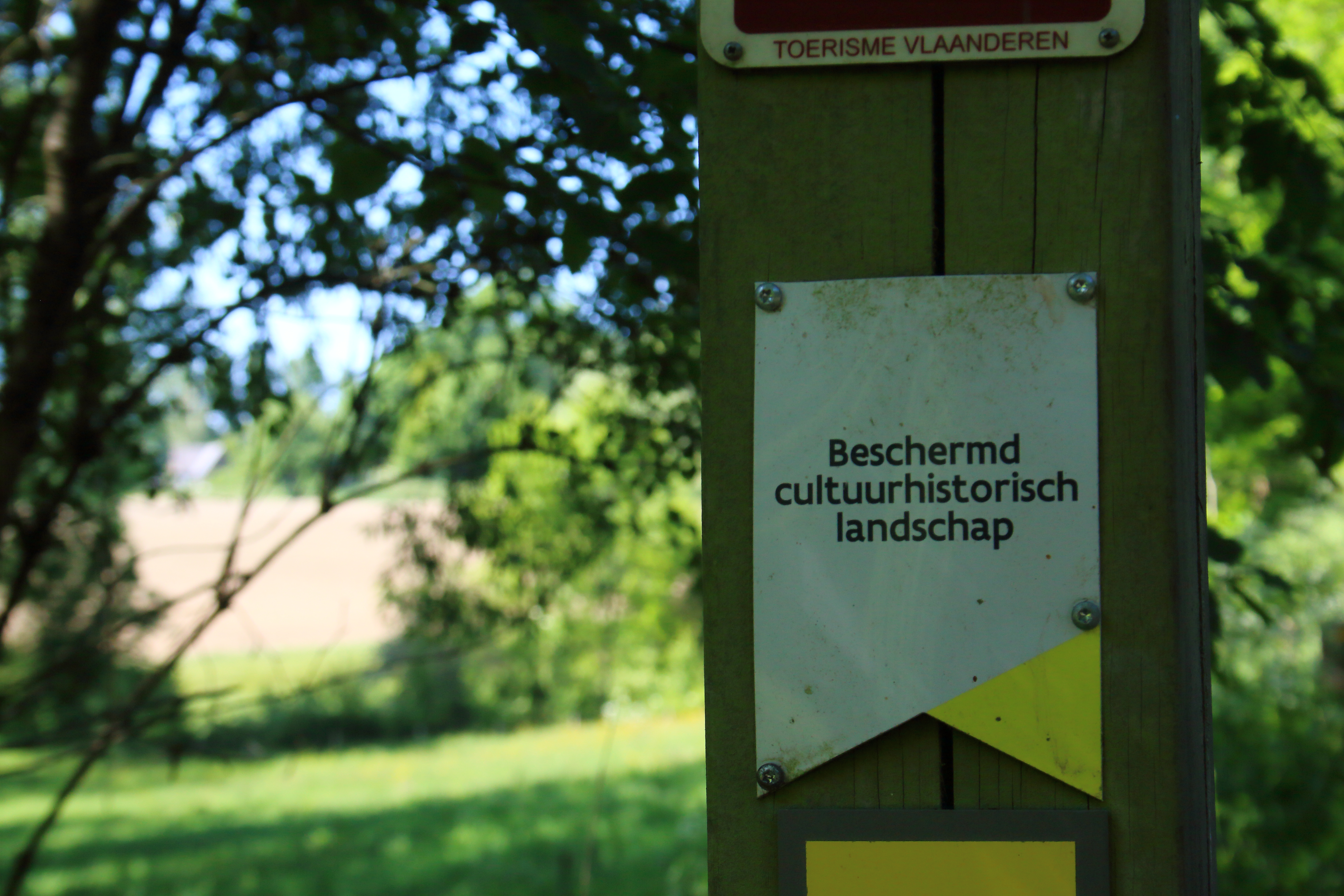
Beschermd cultuurhistorisch landschap in het Burreken

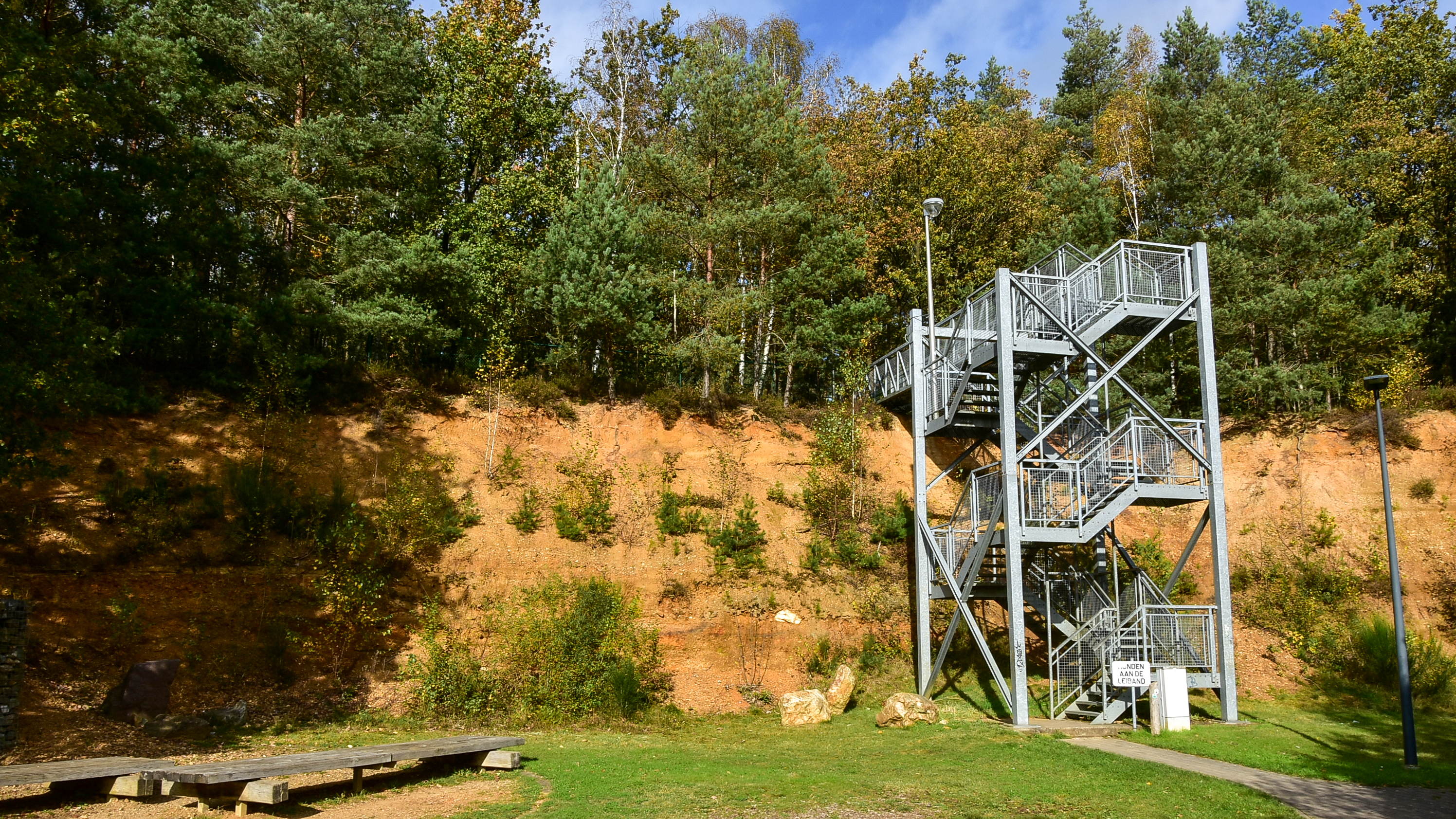
Geologische wand te As

Een beschermd landschap is een landschap dat omwille van ecologische en culturele waarde een beschermde status heeft gekregen.

## Internationaal
Een beschermd landschap is volgens de International Union for Conservation of Nature and Natural Resources een gebied waar de interactie tussen mens en natuur over de loop van tijd heeft geleid tot een gebied met een uitsprekend karakter met duidelijke esthetische, ecologische of culturele waarde, en vaak een biologische diversiteit. De IUCN geeft dit beschermde landschap aan met categorie V.

## België
In België bestaan naast beschermde monumenten en beschermd dorps- of stadsgezicht beschermde landschappen (sites classés). Een plek kan als landschap worden beschermd omwille van zijn natuurwetenschappelijke, cultuurhistorische, esthetische of sociaal-culturele waarde. In Vlaanderen is de geologische wand te As in 1994 erkend als beschermd landschap en is ook het eerste geologisch monument in Vlaanderen.